# U-405
| U-405                      | U-405                                                          | U-405                                                          |
| -------------------------- | -------------------------------------------------------------- | -------------------------------------------------------------- |
|                            |                                                                |                                                                |
|                            |                                                                |                                                                |
|                            |                                                                |                                                                |
| Під прапором               | Третій рейх                                                    | Третій рейх                                                    |
| Спуск на воду              | 4 червня 1941 року                                             | 4 червня 1941 року                                             |
| Виведений зі складу флоту  | 1 листопада 1943 року                                          | 1 листопада 1943 року                                          |
| Сучасний статус            | затоплений                                                     | затоплений                                                     |
| Проєкт                     |                                                                |                                                                |
| Тип ПЧ                     | Торпедний ДПЧ                                                  | Торпедний ДПЧ                                                  |
| Основні характеристики     |                                                                |                                                                |
| Швидкість (надводна)       | 17,7 вузлів                                                    | 17,7 вузлів                                                    |
| Швидкість (підводна)       | 7,6 вузлів                                                     | 7,6 вузлів                                                     |
| Робоча глибина занурення   | 100 м                                                          | 100 м                                                          |
| Гранична глибина занурення | 220 м                                                          | 220 м                                                          |
| Екіпаж                     | 49 осіб                                                        | 49 осіб                                                        |
| Розміри                    |                                                                |                                                                |
| Довжина найбільша (по КВЛ) | 67,1 м                                                         | 67,1 м                                                         |
| Ширина корпусу найб.       | 6,2 м                                                          | 6,2 м                                                          |
| Висота                     | 9,6 м                                                          | 9,6 м                                                          |
| Середня осадка (по КВЛ)    | 4,70 м                                                         | 4,70 м                                                         |
| Водотоннажність надводна   | 769 т                                                          | 769 т                                                          |
| Озброєння                  |                                                                |                                                                |
| Артилерія                  | одна палубна гармата калібру 88-мм, одна 20-мм зенітна гармата | одна палубна гармата калібру 88-мм, одна 20-мм зенітна гармата |
| Торпедно- мінне озброєння  | 4 носових і один кормовий ТА. 14 торпед                        | 4 носових і один кормовий ТА. 14 торпед                        |

U-405 — німецький підводний човен типу VIIC, часів Другої світової війни.
Замовлення на будівництво човна було віддане 16 жовтня 1939 року. Човен був закладений на верфі суднобудівної компанії «Danziger Werft AG» у Данцигу 8 липня 1940 року під заводським номером 106, спущений на воду 4 червня 1941 року, 17 вересня 1941 року увійшов до складу 8-ї флотилії. Також за час служби входив до складу 1-ї, 11-ї та 6-ї флотилій. Єдиним командиром човна був корветтен-капітан Рольф-Генріх Гопман.
Човен зробив 8 бойових походів, в яких потопив 2 (загальна водотоннажність 11 841 брт) судна та 3 військові кораблі.
Потоплений 1 листопада 1943 року у Північній Атлантиці північніше Азорських островів (49°00′ пн. ш. 31°14′ зх. д. / 49.000° пн. ш. 31.233° зх. д.) глибинними бомбами, тараном та вогнем стрілецької зброї з американського есмінця «Борі». Всі 49 членів екіпажу загинули.

## Потоплені та пошкоджені кораблі[3]
| Назва        | Тип           | Належність | Дата           | Тоннаж (БРТ) | Вантаж | Статус    | Місце                                                       |
| Wade Hampton | торгове судно | США        | 28 лютого 1943 | 7 176        | 8 000 т генеральних вантажів, в тому числі амуніцію, зброю, продукти харчування та 2 торпедні катери на палубі | потоплено | 59°49′ пн. ш. 34°43′ зх. д. / 59.817° пн. ш. 34.717° зх. д. |
| Bonneville   | торгове судно | Норвегія   | 9 березня 1943 | 4 665        | 7 196 т генеральних вантажів, вибухівка та десантне судно на палубі                                            | потоплено | 58°45′ пн. ш. 21°57′ зх. д. / 58.750° пн. ш. 21.950° зх. д. |